# Север II
Флавий Валерий Север (на латински: Flavius Valerius Severus) (Север II) е римски император, тетрарх, назначен за цезар от Галерий на 1 май 305, а след това издигнат в август (есента на 306).
Север бил илириец, военачалник със скромен произход и не се отличавал с особени качества. В летописа на Лактанций Диоклециан го нарича „пройдоха, пияница и танцьор“, но изглежда е бил вярно оръдие на Галерий, който го прави цезар заедно с племенника си Максимин Дая.
Север II получил Испания и Африка, а по-късно по заповед на Галерий нахлул в Италия, за да се справи с бунта на Максимиан и Максенций (края на 306). По това време той получил сан август, като заместник на умрелия Констанций I Хлор в Британия. Север се отправил от Медиолан към Рим начело на голяма армия, която преди това служила на оттеглилия се август и понастоящем бунтовник, император Максимиан. Това обяснява нежеланието на войниците да се бият и предателството им при обсадата на Рим, където преминали на страната на противника (пролетта – лятото 307). Север II се скрил в Равена, където бил обсаден с малцина последователи. Скоро бил придуман да се предаде с обещанието, че няма да го убият. Поставен под домашен арест в Рим, бившият император бил принуден от узурпаторите да се самоубие при вестта за нахлуването на Галерий в Италия през същата година.
Неговият син Флавий Севериан e екзекутиран като вероятен узурпатор от Лициний през 313 г.